# Holloway (Derbyshire)
Holloway – wieś w Anglii, w hrabstwie Derbyshire. Leży 4,2 km od miasta Matlock, 20,3 km od miasta Derby i 201,7 km od Londynu. W 2015 miejscowość liczyła 531 mieszkańców.